# Сертификат за допълнителна закрила
Сертификатът за допълнителна закрила на лекарствените продукти (СДЗ) е sui generis право върху интелектуална собственост (ИС) в Европейската икономическа зона, което удължава срока на някои права, свързани с патент. Този вид право се предоставя за различни регулирани биологично активни вещества, а именно лекарства за хора или ветеринарни лекарства и продукти за растителна защита (например инсектициди и хербициди). Сертификатите за допълнителна закрила се въвеждат, за да се насърчи иновацията, като се компенсира дългият период от време, необходим за получаване на регулаторно одобрение на тези продукти (т.е. разрешение за пускане на тези продукти на пазара).
Сертификатът за допълнителна закрила влиза в сила само след изтичане на срока на действие на съответния патент. Обикновено максималният му срок на действие е 5 години. Срокът на действие на допълнителната защита обаче може да бъде удължен до 5 и 6 месеца, когато допълнителната закрила се отнася за лекарствен продукт за хуманна употреба, за който са представени данни от клинични изпитвания, проведени в съответствие с одобрен план за педиатрично изследване (ППИ) (както е посочено в член 36 от Регламент (ЕО) № 1901/2006).
Общата комбинирана продължителност на пазарните изключителни права патент и СДЗ обикновено не може да надвишава 15 години. Въпреки това, одобрението за 6-месечно удължаване на срока на действие на СДЗ за представяне на данни от договорен РППИ може да удължи тази комбинирана продължителност до 15 и 6 месеца.
СДЗ удължава периода на монопол за „продукт“ (активна съставка или комбинация от активни съставки), който е защитен с патент. За много от заявленията за СДЗ няма спорове относно определението на „продукта“ или дали той е защитен от патента, на който се основава заявлението за СДЗ. Има обаче други заявления за СДЗ (особено за лекарствени продукти, съдържащи множество активни съставки), при които може да няма ясни отговори на въпроси като например кое е допустимото определение на „продукт“ и какъв тест следва да се прилага за определяне дали патентът защитава този „продукт“.
Сертификатите за допълнителна закрила в Европейския съюз се основават основно на два регламента. Въпреки че всички държави в ЕС са задължени да предоставят сертификати за допълнителна закрила, не съществува единно признаване в всички държави. Заявките трябва да се подават и одобряват за всяка отделна държава.

## Обхват
В съответствие с член 4 от Регламент (ЕИО) № 1768/92 на Съвета обхватът на СДЗ обхваща „самия продукт, обхванат от разрешителното за пускане на пазара на съответния лекарствен продукт, за всяка употреба на продукта в качеството на лекарствен продукт, която е била разрешена преди изтичането на сертификата“.
Съдът на Европейския съюз обаче взима решение, че обхватът на СДЗ понякога може да включва повече от една единствена форма на активната съставка, която е включена в лекарствения продукт, разрешен за продажба. Така по дело Farmitalia Carlo Eba(C-392/97) Съдът постановява, че: „когато активна съставка под формата на сол е посочена в съответното разрешение за пускане на пазара и е защитена от действащ основен патент, сертификатът може да покрива активната съставка, както и различните ѝ производни форми като соли и естери, като лекарствени продукти, доколкото те са обхванати от защитата на основния патент“.

## В България
В Република България тези сертификати са добавени към закона за патентите и регистрацията на полезните модели чрез регламент на Европейския съюз. „Сертификати за допълнителна закрила на продукти и средства, защитени с патент, се издават при условията и по реда, предвидени в Регламент (ЕО) № 469/2009 и Регламент (ЕО) № 1610/96 на Европейския парламент и на Съвета от 23 юли 1996 г. относно създаването на сертификат за допълнителна защита на продуктите за растителна защита“.